# OstbelgienFestival

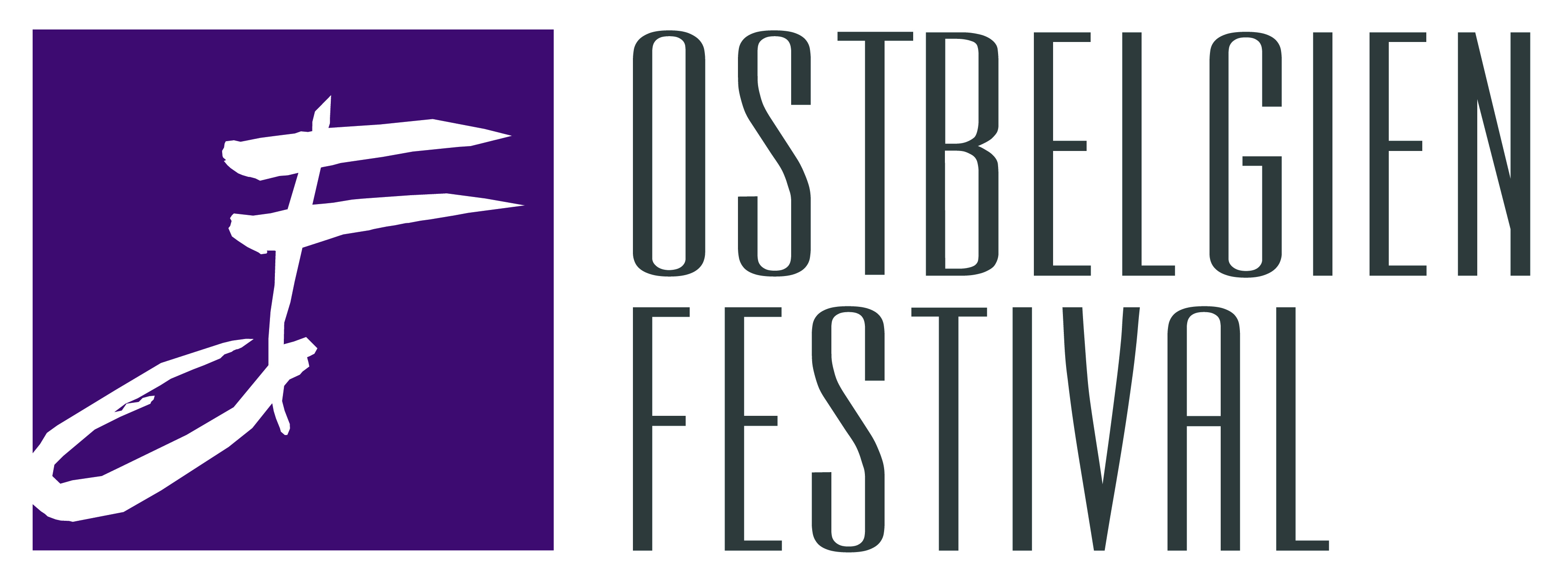
OstbelgienFestival - Ihr Klassikanbieter in Ostbelgien. Konzerte in Eupen, St. Vith, Amel, Büllingen, Bütgenbach, Burg Reuland, Kelmis

OstbelgienFestival ist ein Veranstalter klassischer Konzerte (Orchester, Chor, Kammermusik, Oper, Pädagogik) in der Deutschsprachigen Gemeinschaft Belgiens.

## Geschichte der Vereinigung
Den Anstoß zur Gründung im Jahre 1992 gaben Manfred Dahmen, Direktor des Verkehrsamtes der Ostkantone, Georg Noël, Vorsitzender der Vereinigung der Symphonischen Konzerte Eupen, und Joseph Schroeder, Geschäftsführer des Volksbildungswerkes Sankt Vith. Sie hatten das Ziel, die lokalen Musikveranstalter zu einer engen Kooperation zu bewegen. Dadurch sollten sowohl Einzelaktionen und sich überschneidende Termine vermieden als auch neue Finanzierungsmöglichkeiten erschlossen werden.
Die Funktion des Gründungsvorsitzenden der Vereinigung wurde durch den Unternehmer Georg Noël (1946–2018) wahrgenommen. Nach dem Ableben Noëls erfolgte im Jahr 2018 die Ernennung des Musikwissenschaftlers und Orgelbauers Guido Schumacher zum Vorstandsvorsitzenden.
Von 1993 bis 2023 oblag die künstlerische Leitung dem Musikredakteur und Musikwissenschaftler Hans Reul. Seit dem Jahr 2024 wird dieses Amt von der Kunst- und Kulturmanagerin Christine Peterges bekleidet.
Die Funktion der Geschäftsführung wurde von 1993 bis 2011 durch den Germanisten Joseph Schröder, seinerzeit ebenfalls Geschäftsführer von ArsVitha, wahrgenommen. Im Jahr 2012 wurde Schröder durch den Musiker, Politiker und Produzenten Daniel Hilligsmann abgelöst. Seit 2014 übt der Musiker, Pädagoge und Kulturmanager Steven Gass die Funktion des Geschäftsführers des OstbelgienFestivals aus.
Der Freundeskreis des OstbelgienFestivals wurde 1995 als Zusammenschluss von Personen und Unternehmen gegründet, die dem Kulturveranstalter nahestehen und ihn ideell und finanziell unterstützen. Derzeit zählt der Freundeskreis rund 120 Mitglieder.

## Konzept und Ziele
Das Ostbelgien Festival stellt gegenwärtig einen maßgeblichen Kulturveranstalter für klassische Musik in der Deutschsprachigen Gemeinschaft dar. Die Zielsetzung der Vereinigung besteht in der Realisierung von hochkarätigen Konzerten in der gesamten Deutschsprachigen Gemeinschaft für alle Alters- und Interessengruppen. Darüber hinaus werden für Grundschulkinder jährlich pädagogische Konzerte angeboten. In diesem Zusammenhang initiierte die Vereinigung mit Unterstützung des Bürgerfonds im Jahr 2023 erstmals den Wettbewerb „OBF-Next-Generation“, der darauf abzielt, junge Talente unter den Musikstudierenden zu fördern, die in der Deutschsprachigen Gemeinschaft ansässig sind oder einen engen Bezug zu ihr haben.
Als Kooperationspartner für das OstbelgienFestival konnten innerhalb der Region unter anderem ArsVitha, KultKom, Chudoscnik Sunergia, das Meakusma-Festival, die Musikakademie der Deutschsprachigen Gemeinschaft Belgiens sowie Födekam gewonnen werden. Darüber hinaus unterhält das OstbelgienFestival Kooperationen mit dem Königin-Elisabeth-Wettbewerb, den Belgian Music Days, dem Kulturzentrum Flagey, dem Festival de Stavelot, dem Festival Europalia sowie zahlreichen weiteren Institutionen.
Das OstbelgienFestival präsentiert ein breites Spektrum an Veranstaltungen, das sowohl von international renommierten Künstlern als auch von aufstrebenden Talenten und herausragenden Vertretern der regionalen Kunstszene gestaltet wird. Die zentrale Lage Ostbelgiens in der Euregio Maas-Rhein prädestiniert die Region als Konzertort für Besucher aus Deutschland, Luxemburg und den Niederlanden.

## Programm
Das Programm des OstbelgienFestivals umfasst pro Saison 20 bis 30 Konzerte, die den Kategorien Sinfonische Musik, Kammermusik, Vokalmusik und Recital zugeordnet werden können.
Ein spezifisches Gewicht innerhalb des Angebots des OstbelgienFestivals wird auf die Kategorie der großen Sinfoniekonzerte gelegt. Als derzeit einziger Musikveranstalter der Region organisiert es regelmäßig Sinfoniekonzerte mit den professionellen Orchestern Belgiens, darunter das Orchestre Philharmonique Royal de Liège, das Symfonieorkest Vlaanderen sowie das Belgische Nationalorchester.
Das Repertoire der Konzerte umfasst das gesamte Spektrum musikalischer Epochen sowie in geringerem Umfang Konzerte anderer Stilrichtungen wie beispielsweise Jazz.
Neben den etablierten Veranstaltungsorten wie dem Triangel St. Vith, dem Jünglingshaus Eupen und dem Alten Schlachthof Eupen werden auch unkonventionelle Veranstaltungsorte gewählt, die dem Publikum akustisch und architektonisch bereichernde Erlebnisse ermöglichen, darunter bisher beispielsweise im Schloss Wallerode, in der Burg Raeren, im ehemaligen Schwimmbad der Gemeinde Kelmis, in der Burgruine Sankt Vith, der Burg Reuland in Burg Reuland.

## Künstler (Auswahl)
(nur die bekanntesten und mit Wikiartikel)

### 1993 – 1999
Guido Schiefen, Abdel Rahman El Bacha, Roman Jabłoński, Philharmonischer Chor Köln, Willem Breuker Kollektief, Paul Pankert, Pierre Bartholomée, Vadim Repin, Orchestre Philharmonique Royal de Liège, Ludwig Güttler, Ictus Ensemble, Sophie Karthäuser, Daniel Blumenthal, Düsseldorfer Symphoniker, Anne Gastinel.

### 2000 – 2009
Chanticleer, Collegium Vocale Gent, Steven Mead, Ewa Kupiec, Juri Simonow, Brandenburgisches Staatsorchester Frankfurt (Oder), Baiba Skride, Céline Scheen, King’s Singers, Severin von Eckardstein, Louis Langrée, Roby Lakatos, Hagen-Quartett, Mikko Franck, Gewandhausorchester Leipzig, Herbert Blomstedt, Thomanerchor Leipzig, James Ehnes, Anna Vinnitskaya, Sol Gabetta, Ray Chen.

### 2010 – 2019
Michel Tabachnik, Akiko Suwanai, Thomas Dunford, Brüsseler Philharmoniker, Frank Braley, Andrei Baranow, Wolfgang Delnui, Christian Arming, Sharon Isbin, Quatuor Danel, Joshua Weilerstein, Camille Thomas, Kurpfälzisches Kammerorchester, Garrett List, Dirk Brossé, Orchestre National de Belgique, Emmanuel Pahud, Hugh Wolff, Sinfonieorchester Aachen, Jodie Devos, Anneleen Lenaerts, Christian Klinkenberg, Jean-Jacques Kantorow.

### 2020 bis heute
Orchestre Philharmonique Royal de Liège, Florian Noack, Hilary Hahn, Éric Le Sage, Boris Belkin, Alina Pogostkina, Kristiina Poska, Alexander Melnikov, Dresdner Kreuzchor, Martin Grubinger, The King’s Singers, Denis Kozhukin, Les Muffatti.